# Macadamia ternifolia
Espèce
Classification phylogénétique
Macadamia ternifolia est une espèce de plantes à fleurs du genre Macadamia et de la famille des Proteaceae. C'est un arbre originaire du Queensland en Australie.
C'est un « macadamier » aux longues feuilles persistantes dentelées, très décoratives. Il ne faut pas le confondre avec Macadamia ternifolia auct. non F. Muell., le noyer du Queensland (Macadamia integrifolia), dont les feuilles diffèrent et dont les fruits, les noix du Queensland, sont plus gros mais de saveur similaire.